# Russiaville
Russiaville é uma cidade  localizada no estado americano de Indiana, no Condado de Howard.

## Demografia
Segundo o censo americano de 2000, a sua população era de 1092 habitantes.
Em 2006, foi estimada uma população de 1179, um aumento de 87 (8.0%).

## Geografia
De acordo com o United States Census Bureau tem uma área de
2,1 km², dos quais 2,1 km² cobertos por terra e 0,0 km² cobertos por água. Russiaville localiza-se a aproximadamente 250 m acima do nível do mar.

## Localidades na vizinhança
O diagrama seguinte representa as localidades num raio de 16 km ao redor de Russiaville.